# Alexander Ribbink
Alexander Ribbink (Amsterdam, 1964) is partner bij Keen Venture Partners, een venture capital technologie investeerder. Hij was chief operating officer en statutair bestuurder van het bedrijf in navigatieapparatuur TomTom.
Ribbink studeerde rechten aan de Universiteit van Amsterdam en behaalde zijn MBA aan de Rotterdam School of Management, Erasmus Universiteit. Hij werkte tien jaar voor Unilever, onder meer in Parijs en Londen, en drie jaar voor Mars, Inc, voordat hij toetrad tot TomTom.

## Carrière
Als marketingdirecteur (Brand Development Director) van de IgloMora groep, zijn laatste functie bij Unilever, was hij onder meer verantwoordelijk voor het begin van de afstoting van het merk Mora, en de bijbehorende reclamecampagne Cora van Mora. Hij verruilde Unilever voor Mars omdat hij bij de Nederlandse multinational 'dynamiek' miste.
Nadat hij drie jaar vicepresident brand development bij Mars was, ging hij zich in november 2003 werken voor TomTom, om de marketing van de groeiende reeks producten te verbeteren. TomTom Go, een stand-alone autonavigatieapparaat, werd in het voorjaar van 2004 uitgebracht.

## Overige functies
Ribbink was secretaris van de Turing Foundation, en was voorzitter van de Raad van Toezicht van het Stedelijk Museum Amsterdam.
Als bestuurslid van Turing gaf hij in 2009 de 'Turing Toekenning' (450.000 €) aan het Stedelijk Museum van Amsterdam, waar hij in de RvT zat.
Hij is commissaris bij Koninklijke Tichelaar Makkum en bij de Rotterdam School of Management van de Erasmus Universiteit, Greetz, Layar en CINT. Daarnaast is hij bestuurslid van Het Amsterdams Lyceum en de Vereniging Vrienden van de Amsterdamse Montessorischool. Bovendien zit hij jaarlijks de Rising Star jury voor tijdens de finale van de Deloitte Technology Fast50, een competitie voor snelgroeiende technologiebedrijven uit Nederland en België. 